# Cocconerion
Cocconerion é um género botânico pertencente à família Euphorbiaceae.

## Espécies
- Cocconerion balansae
- Cocconerion minus

## Nome e referências
Cocconerion Baill.